# Stenopsyche laminata
Stenopsyche laminata är en nattsländeart som beskrevs av Georg Ulmer 1926. Stenopsyche laminata ingår i släktet Stenopsyche och familjen Stenopsychidae. Inga underarter finns listade i Catalogue of Life.